# 小田切盛徳
小田切 盛徳（おだぎり せいとく、天保7年2月（1836年3月）〉 – 明治18年（1885年）11月2日）は、日本の司法官僚、元老院少書記官。幼名は勇之進。出羽国米沢出身。

## 官歴
- 明治4年
  - 2月7日 - 任 権少史（太政官）[1][2]。
  - 3月22日 - 免 本官（太政官）[1][2]
  - 8月20日 - 任 中録（工部省）[1][2]
- 明治5年
  - 2月3日 - 任 権大録（工部省）[1][2]
  - 9月8日 - 任 大録（司法省）[1][2]
- 1875年（明治8年）5月15日 - 補 司法省七等出仕、臨時御用につき長崎に出張[1][2]。
- 1876年（明治9年）
  - 1月17日 - 任 司法権少丞[1][2]
  - 2月20日 - 受付課長 兼 布告課長、教師講述書挍合掛[2]。
- 1877年（明治10年）
  - 1月11日 - 満五年以上勤積につき月給二ヶ月半分下賜[1]。
  - 10月18日 - 御用掛申付月給金四十圓下賜。伹准判任[1]。
  - 10月19日 - フランス人ボァソナード氏講義筆記掛[3]。
- 1878年（明治11年）
  - 1月10日 - 刑法草案審査委員局掛[4]。
  - 3月8日 - 当局御用掛兼勤[1]。
  - 7月11日 - 第一課議事掛申付、但し国憲取調委員局如故[5]。
  - 7月12日 - 自今月給金四十五圓下賜[1]。
  - 12月25日 - 自今俸金五十圓下賜[1]。
- 1879年（明治12年）
  - 7月17日 - 当局事務勤勉につき特別手当金二十五圓給与[1]。
  - 9月8日 - 自今准奏任、月給金六十圓下賜[1]。
  - 12月 - 病気療養の為、一週間熱海温泉に行く[6]。
- 1880年（明治13年）
  - 4月15日 - 自今月俸金七十圓下賜[1]。
  - 11月8日 - 任 元老院権少書記官[1]。
  - 12月2日 - 建白課長心得申付[1]。
  - 12月 - 熱海温泉に二週間湯治に行く[7]。
- 1881年（明治14年）
  - 3月23日 - 編纂局兼務申付[1]。
  - 7月 - 病気療養の為、神奈川県、千葉県、等へ旅行に行く[8]。
- 1883年（明治16年）8月1日 - 病気保養の為、同月三十日まで群馬県、栃木県へ旅行に行く[9]。
- 1885年（明治18年）
  - 6月2日 - 任 元老院少書記官[1]。
  - 6月3日 - 建白課長心得の処更に同課長申付[1]。
  - 7月22日 - 福島県、山形県へ旅行逍遥する[10]。
  - 8月26日 - 帰京[11]。
  - 9月6日 - 神奈川県下逍遥に出発[12]。
  - 9月8日 - 帰京[12]。
  - 11月2日 - 死去[1]。

## 栄典
- 1876年（明治9年）2月20日 - 正七位[1]
- 1885年（明治18年）9月16日 - 従六位[1][13]

## 出版物
- 『佛國商法講義』 小田切盛徳 （校訂） 1800
- 『刑法一覧表』 小田切盛徳 （編纂） 元老院 1882
- 『日本刑法沿革史』 小田切盛徳 （著） 博文社等 1882
- 『「憲法備考」：小田切盛徳本』 慶應義塾大学法学研究会 1994

## 家族・親族
- 父 小田切盛秀 - 米沢藩士
- 長男 小田切万寿之助 - 外務省官僚、銀行家
  - 孫 小田切武林 - 銀行家
- 三男 小田切延寿 - 海軍機関大佐、昭和鋼管役員
- 七男 小田切南寿次郎